# José María Moreno Galván
José María Moreno Galván (La Puebla de Cazalla, 10 de noviembre de 1923-Madrid, 23 de marzo de 1981) fue un intelectual, periodista y crítico de arte español.

## Biografía
El mayor de cuatro hermanos, hijo de José Moreno Galván y María Galván Jiménez. Desde muy joven se sintió atraído por el arte, y a los catorce años comienza a trabajar en el Ayuntamiento de La Puebla de Cazalla como meritorio. En 1942 se traslada a Sevilla, donde trata con los artistas jóvenes y se interesa por el arte que viene de fuera.
Entre 1944 y 1946 realiza el servicio militar en El Pardo, lo que le permite visitar el Museo del Prado y las salas de exposiciones de Madrid. Por estos años descubre la crítica de Eugenio d’Ors, y de su mano la de Berenson, Wölflin y Walter Pater. Vuelve a Sevilla, influyendo en la pintura que su hermano Francisco Moreno Galván estaba realizando.
Fue precisamente, su hermano Francisco, quien logró para José María un trabajo dentro de la Bienal de Arte Iberoamericano celebrada en Madrid en 1952, que le facilitó volver a Madrid, integrarse en los círculos artísticos y observar «desde fuera» la vida universitaria de la capital. Iba a cumplir los treinta años y era un autodidacta que carecía de cualquier título académico, como reconoce en el escrito que presenta en septiembre de 1952 ante la Escuela de Periodismo, solicitando el ingreso y una beca, dada su precaria situación económica; peticiones que le son concedidas y le permiten formarse en la institución organizada por Juan Aparicio López, quien en esos años era de nuevo director general de Prensa del régimen franquista. En 1954 se casa con Carola Torres y en 1955 termina los estudios de periodismo.
Entre 1953 y 1955 escribe ya en revistas como Mundo Hispánico, Correo Literario y Cuadernos Hispanoamericanos, y al poco se convierte en crítico de arte de las revistas Teresa y Goya (en la que colabora asiduamente entre 1955 y 1961). Durante la década del cincuenta colaboró también en las revistas Papeles de son Armadans, Gaceta Ilustrada, Arte y Hogar, Destino y Actualidad Cultural, así como en los diarios El Alcázar y Ya.
El 22 de febrero de 1962 se desplazó desde Madrid a Collioure, donde había fallecido el 22 de febrero de 1939 el poeta Antonio Machado, para participar en el homenaje al poeta organizado por la editorial Ruedo ibérico, que hacía unos pocos meses había comenzado su actividad, y aprovechaba aquella reunión de intelectuales antifranquistas para fallar unos premios que sirvieran para dar a conocer el proyecto. Aquellas ceremonias reunieron, entre otros, a José Martínez y Manuel Tuñón de Lara, Vicente Girbau, José Ángel Valente, Eugenio de Nora, Manuel Lamana, Carlos Barral, José María Castellet, José Agustín Goytisolo y Manuel Millares, y permitieron fortalecer los lazos de aquella oposición poética y literaria al régimen franquista.
En junio de 1965 se publicó en París el primer número de la revista Cuadernos de Ruedo Ibérico. Y el primer artículo de ese primer número, firmado por Juan Triguero, lleva por título «La generación de Fraga y su destino». Fraga ocupaba entonces el Ministerio de Información y Turismo, y aquel artículo caracterizaba «desde dentro» la generación de quienes rondando entonces los cuarenta años de edad se habían formado en Alférez, La Hora y Alcalá. El autor de aquel artículo que había logrado enfurecer a Fraga, que tenía que ocultarse necesariamente bajo el pseudónimo de Juan Triguero, era José María Moreno Galván. En el segundo número de la revista el artículo de «Triguero» fue respondido, entre otros, por Alfonso Sastre y por José Ángel Valente, directamente implicados.
Durante los años sesenta y setenta Moreno Galván se convirtió en uno de los críticos de arte progresistas más influyente, como autor de numerosos catálogos de exposiciones de arte y colaborador habitual de las revistas Artes, Triunfo y Nuestro Tiempo.
El 25 de octubre de 1971 protagonizó una acción de protesta contra la Dictadura, cuando en la Universidad Complutense de Madrid, con motivo de un homenaje a Pablo Picasso, realizó una conferencia ilegal, que fue desalojada por las fuerzas del orden, produciéndose posteriormente graves disturbios. En febrero de 1973 el Tribunal de Orden Público le condenó a dos años de prisión, considerando como hecho probado que incitó a las protestas violentas.
En marzo de 1971 participó en Santiago de Chile en el encuentro de intelectuales que se llamó «Operación Verdad». Moreno Galván propuso en aquella reunión crear un museo internacional en apoyo al Gobierno que presidía Salvador Allende. Una comisión compuesta por el historiador y crítico de arte brasileño Mario Pedrosa, afincado en Chile, el italiano Carlo Levi y el mismo Moreno Galván visitaron al Presidente Allende y le propusieron crear tal Museo, proyecto que contó con el beneplácito oficial. Se creó entonces un Comité Internacional de Solidaridad Artística con Chile, donde participan Moreno Galván, Carlo Levi, Dore Ashton, Jean Lemarie, de Wilde, Penrouse,  Rafael Alberti y Mario Pedrosa, que lo preside, y entre 1971 y 1973 se reciben más de 400 obras entre pinturas, grabados, esculturas, dibujos, tapices y fotografías. Tras el golpe militar del 11 de septiembre de 1973 esas obras quedaron discretamente depositadas durante 17 años en las bodegas del Museo de Arte Contemporáneo, y restaurada en Chile la democracia pudo inaugurarse el 4 de septiembre de 1991 el Museo de la Solidaridad Salvador Allende. Pero de esto no puedo enterarse quien había lanzado la idea, pues José María Moreno Galván falleció a los 57 años de edad.

## Obra
- Autocrítica del arte, Edicions 62, ISBN 978-84-29706-78-9
- Introducción a la pintura española actual, Publicaciones Españolas, 1960
- Francisco Casariego, Grandio, ISBN 978-84-72570-52-8, 1964
- Pintura española. La última vanguardia, Magius, 1969
- Manolo Millares, Gustavo Gili, ISBN 978-84-25203-65-7   , 1970
- Caruncho, Movinter, ISBN 978-84-85715-22-0, 1981
- Grupo El Paso, Sur Ediciones, ISBN 978-84-60430-52-0, 1992
- Autocrítica del arte, Ediciones Barataria, ISBN 978-84-95764-70-6, 2011
- Epístola moral y otros artículos sobre arte, Diputación Provincial de Sevilla, ISBN 978-84-15311-03-4, 2011